# Vladimir II. Monomah
Vladimir II. Monomah ili Vladimir I. Vsevolodovič, krsnoga imena Vasilj (1053. – 1125.); (ruski: Владимир Мономах, ukrajinski: Володимир Мономах); je veliki knez Kijeva u razdoblju između 1113. i 1125. godine, sin Vsevoloda Jaroslaviča. 
Ime «Monomah» je dobio od svoje majke, koja je bila kćer bizanstskog cara Konstantina Monomahosa. Ipak, ovu tvrdnju treba uzeti s određenom dozom rezerviranosti s obzirom na to da pojedini povjesničari niječu tu vezu tvrdeći kako je tek riječ o pretpostavkama sovjetskih povjesničara bez znanstvenih dokaza. Vladimir II. Monomah je za vrijeme očeve vladavine od 1067. upravljao Smolenskom kneževinom, a potom od 1078. do 1094. Černigivskom kneževinom. Ujedno je predvodio 13 uspješnih vojnih bitki u ime svoga oca, često sudjelujući u diplomatskim pregovorima. Godine 1094. je postao knez Perejaslava, a nakon toga polako se približava kijevskom tronu i 1113. postaje veliki knez Kijeva. 
Vladimir je bio jedan od najkvalitetnijh i vrlo učinkovitih državnika na prostorima srednjovjekovne Kijevske Rusi i ponovno je u nezahvalnim odnosima započeo stvaranje centralizirane države sa središtem u Kijevu. Pokušao je objediniti posvađane kneževe u borbi protiv nomadskog naroda Kumana. Godine 1097. u starom ukrajinskom gradiću Ljubeč održan je državnički skup kneževa kojim se između kneževa nastojalo stvoriti primirje i suglasnost u zajedničkoj borbi protiv svih vanjskih neprijatelja. Pod Vladimirovim utjecajem, slični manji skupovi su održani 1100. i 1103. u Vitičivu i Dolobsku. Za njegove vladavine pokrenuto je nekoliko zakonskih i ekonomskih reformi te je zaslužan za nekoliko staroruskih književnih djela koje su se uspjele očuvati do danas.
Vladimir II. Monomah je oženio Gitu, kćer engleskog kralja Harolda II. te je iza sebe ostavio Kijevsku, Smolensku i Suzdaljsku dinastiju Rurika. Vladimir predstavlja posljednjeg kijevskog kneza koji je vladao u posve objedinjenoj Kijevskoj Rusi. Pokopan je 1125. u Sabornoj crkvi Svete Sofije u Kijevu.

## Vanjske poveznice
- Volodymyr Monomakh (Volodymyr I Vsevolodovych), b 1053, d 19 May 1125 in Kyiv. (eng.)
- Grand Prince Vladimir Monomakh's Instruction to His Children (eng.)  Arhivirana inačica izvorne stranice od 18. veljače 2005. (Wayback Machine)
- Князь Владимир Мономах (rus.)  Arhivirana inačica izvorne stranice od 14. listopada 2007. (Wayback Machine)